# T10 (Standardisierungsgremium)
T10 ist ein Standardisierungsgremium für SCSI- (Small Computer System Interface) und damit auch SAS-Standards. Das Gremium ist ein sogenanntes technisches Komitee des International Committee on Information Technology Standards (INCITS – gesprochen „insights“). INCITS arbeitet unter den Regeln und der Genehmigung der ANSI und wird von dieser Organisation gegenüber dem JTC-1, der ISO und der IEC vertreten. Die ANSI veröffentlicht auch die Standards des INCITS.
Das Komitee (T10) publiziert regelmäßig aktualisierte Standards, die von den Herstellern und Software-Entwicklern anschließend umgesetzt werden können. Bis 2008 waren die Entwürfe der Standards über die T10-Webseite für jeden frei zugänglich, seit Januar 2009 ist dies nicht mehr der Fall.
Konkret definiert es das SCSI Protokoll, wie die verschiedenen SCSI-Befehle auszusehen haben und wie das SCSI-Gerät mit dem System (sowohl hardware- als auch softwareseitig) zu kommunizieren hat.
T10 ist verantwortlich für die SCSI-Architekturstandards (SAM, SAM-2, SAM-3 und SAM-4). Diese werden nicht nur für klassisches SCSI verwendet, sondern kommen beispielsweise auch zum Einsatz bei SAS (Serial-Attached-SCSI), Fibre Channel, SSA (Serial Storage Architecture) und FireWire (IEEE 1394).
T10 ist ebenfalls für viele SCSI-Befehlssatzstandards zuständig (z. B. ADT, ADC, FCP-2, FCP-3, SPC-4, SBC-3, SSC-3, MMC-6 für DVD-Laufwerke u. ä., SMC-3, OSD-2, RBC usw.). Diese Befehlssätze werden von fast allen modernen Eingabe-/Ausgabeschnittstellen verwendet – darunter SCSI, SAS, Fibre Channel, SSA, IEEE 1394, USB und auch ATAPI (ATA) sowie S-ATA.
Ebenfalls in der Verantwortung des T10 liegen viele weitere verwandte Standards wie die SCSI/ATA-Übersetzung SAT.